# Aphodius granarius
Aphodius granarius es una especie de coleóptero de la familia Scarabaeidae.

## Distribución geográfica
Habita en todo el planeta, excepto zonas polares.